# يوكو كوباياشي
يوكو كوباياشي (باليابانية: 小林 優子) مواليد 6 فبراير 1961 في طوكيو، اليابان، هي مؤدية أصوات يابانية بدأت نشاطها عام 1982.

## أعمال
- تينتشي ميو
- بوكيمون
- كيكي لخدمة التوصيل
- ينبوع الأحلام
- دراغون بول
- ون بيس
- مقالب ظريفة

## وصلات خارجية
- يوكو كوباياشي على موقع IMDb (الإنجليزية)
- يوكو كوباياشي على موقع ألو سيني (الفرنسية)
- يوكو كوباياشي على موقع ميوزك برينز (الإنجليزية)
- يوكو كوباياشي على موقع قاعدة بيانات الأفلام السويدية (السويدية)
- يوكو كوباياشي على موقع قاعدة بيانات الفيلم (الإنجليزية)
- يوكو كوباياشي على موقع كينوبويسك (الروسية)
- يوكو كوباياشي على موقع ANN person (الإنجليزية)